# Bandenmaat
De bandenmaat van een luchtband geeft de kenmerken (de maten) van de band aan.

## Auto
Op een autoband kan het volgende staan: 195/50 R15 (90H).
Hierin is:
- 195 de breedte van het loopvlak in mm.
- 50 de verhouding tussen de hoogte en de loopvlakbreedte in % (in dit voorbeeld 50% van 195 mm).
- 15 de diameter van een velg in inches.

Extra toevoegingen:
- R geeft de bandopbouw aan. (R = radiaalband, B = gordelband, D = diagonaalband)
- 90 is een indexering voor het draagvermogen van een band. In dit geval kan de band 600 kg dragen.

| Index | kg per band | Index | kg per band | Index | kg per band | Index | kg per band | Index | kg per band |
| ----- | ----------- | ----- | ----------- | ----- | ----------- | ----- | ----------- | ----- | ----------- |
| 60    | 250         | 85    | 515         | 110   | 1060        | 135   | 2180        | 160   | 4500        |
| 61    | 257         | 86    | 530         | 111   | 1090        | 136   | 2180        | 161   | 4625        |
| 62    | 265         | 87    | 545         | 112   | 1120        | 137   | 2240        | 162   | 4750        |
| 63    | 272         | 88    | 560         | 113   | 1150        | 138   | 2360        | 163   | 4857        |
| 64    | 280         | 89    | 580         | 114   | 1180        | 139   | 2430        | 164   | 5000        |
| 65    | 290         | 90    | 600         | 115   | 1215        | 140   | 2500        | 165   | 5150        |
| 66    | 300         | 91    | 615         | 116   | 1250        | 141   | 2575        | 166   | 5300        |
| 67    | 307         | 92    | 630         | 117   | 1285        | 142   | 2650        | 167   | 5450        |
| 68    | 315         | 93    | 650         | 118   | 1320        | 143   | 2725        | 168   | 5600        |
| 69    | 325         | 94    | 670         | 119   | 1360        | 144   | 2800        | 169   | 5800        |
| 70    | 335         | 95    | 690         | 120   | 1400        | 145   | 2900        | 170   | 6000        |
| 71    | 345         | 96    | 710         | 121   | 1450        | 146   | 3000        |       |             |
| 72    | 355         | 97    | 730         | 122   | 1500        | 147   | 3075        |       |             |
| 73    | 365         | 98    | 750         | 123   | 1550        | 148   | 3159        |       |             |
| 74    | 375         | 99    | 775         | 124   | 1600        | 149   | 3250        |       |             |
| 75    | 387         | 100   | 800         | 125   | 1650        | 150   | 3350        |       |             |
| 76    | 400         | 101   | 825         | 126   | 1700        | 151   | 3450        |       |             |
| 77    | 412         | 102   | 850         | 127   | 1750        | 152   | 3550        |       |             |
| 78    | 425         | 103   | 875         | 128   | 1800        | 153   | 3650        |       |             |
| 79    | 437         | 104   | 900         | 129   | 1850        | 154   | 3750        |       |             |
| 80    | 450         | 105   | 925         | 130   | 1900        | 155   | 3875        |       |             |
| 81    | 462         | 106   | 950         | 131   | 1950        | 156   | 4000        |       |             |
| 82    | 475         | 107   | 975         | 132   | 2000        | 157   | 4125        |       |             |
| 83    | 487         | 108   | 1000        | 133   | 2060        | 158   | 4250        |       |             |
| 84    | 500         | 109   | 1030        | 134   | 2120        | 159   | 4375        |       |             |

- H geeft de maximumsnelheid aan van een autoband. (H = 210 km/h)

| Aanduiding | Maximumsnelheid in km/h |
| ---------- | ----------------------- |
| J          | 100                     |
| K          | 110                     |
| L          | 120                     |
| M          | 130                     |
| N          | 140                     |
| P          | 150                     |
| Q          | 160                     |
| R          | 170                     |
| S          | 180                     |
| T          | 190                     |
| U          | 200                     |
| H          | 210                     |
| V          | 240                     |
| W          | 270                     |
| Y          | 300                     |
| ZR         | 240+                    |

Het is niet aan te raden zo maar te wisselen van bandenmaat.

### Velg
Ook de velg heeft een codering, bijvoorbeeld 15x5 J ET48 4x100.
- 15 inch staat voor de velgdiameter.
- 5 inch voor de bedbreedte van de velg.
- J staat voor de hoorncode (vorm van velgbed). Andere opties komen niet veel meer voor, maar zijn bijvoorbeeld K, JK of L.
- ET staat voor het aantal mm dat het hart (bevestigingspunt) van de velg uit het midden staat. Bij een lagere ET waarde is de velg meer gebold en steekt de velg aan de buitenkant dus verder uit de wielkast. (Bij een bollere velg is de buitenrand van de velg verder verwijderd van het hart waar de velg bevestigd wordt.)
- Steek 4x100 geeft aan dat de velg 4 bevestigingsgaten heeft en 100 geeft aan dat de steekcirkel 100 millimeter is. De steekcirkel is de diameter van de cirkel door het hart van de boutgaten. Bij vier gaten is dit dus de hartmaat van twee tegenoverliggende gaten. De meeste autovelgen hebben 4 of 5 gaten. Velgen van oudere auto's zijn soms uitgerust met 3, modernere soms 6 gaten. In het algemeen heeft een zwaardere auto meer velggaten.

### Rolomtrek
Verschillende bandenmaten hebben verschillende rolomtrekken en kunnen daarmee de snelheidsmeter beïnvloeden. Een andere maat kan de rij- en remeigenschappen en de wegligging verbeteren maar ook verslechteren.
- 175/50 R15 → rolomtrek 1746,7 mm
- 195/45 R15 → rolomtrek 1748,3 mm

De rolomtrek in mm wordt berekend door de volgende formule: {\displaystyle (25{,}4\cdot R+B\cdot H/50)\cdot \pi }.
Zoals hierboven voor een band met maat 195/45 R15: {\displaystyle (25{,}4\cdot 15+195\cdot 45/50)\cdot 3{,}1416=1748{,}3\mathrm {mm} .}

## Fiets
Vóór 1977 werd de maat van fietsbanden alleen in inches (") aangegeven. De maat staat op de zijkant (de wang) van de band. Zo'n maat bestaat uit twee of drie getallen.
Voorbeeld: 28 × 1½
Hierin is 28" de buitendiameter van de band, en 1½" de hoogte en breedte. Men kan nu uitrekenen dat de velgdiameter 25" is. In werkelijkheid heeft het geen zin met een meetlat na te gaan of het klopt, want het zijn slechts nominale maten.
Inchmaten zijn onnauwkeurig en niet eensluidend. Zo worden de velgdiameters 559 mm (mountainbike), 571 mm (racefiets voor jeugd en kleine personen en Duitse stadsfiets), 584 mm (oude Nederlandse transportfiets, Franse toerfiets, nieuwe wielmaat voor mountainbikes) en 590 mm (Nederlandse jeugdfiets) allemaal met 26 inch aangeduid. Op moderne fietsbanden staat de maat volgens verschillende systemen aangegeven. Het eenduidigste is het ETRTO-systeem, dat werkt met millimeters. Daarbij gaat men niet uit van de buitendiameter, maar van de velgmaat, gemeten daar waar de band op rust. Dit heet de schouder van de velg. Dit is gelijk aan de binnendiameter van de band. Daarnaast wordt ook nog het oude systeem in inches vermeld. En bij sommige soorten banden ook nog de traditionele Franse aanduiding. Dit leidt tot veel verwarring. Elk systeem heeft een andere logica en oorsprong, bij de nationale systemen in een ver verleden. Daarentegen heeft de aanduiding 29", ook wel twentyniner, voor mountainbikes met grote wielen, geen historische achtergrond, maar wordt door de fabrikant uitsluitend uit marketingmotieven gebruikt. Deze wielen hebben als maat 622mm, gelijk aan sommige voorheen met 28 inch aangeduide wielen en banden. Dit geldt ook voor de aanduiding 27,5" voor een tussenmaat band voor mountainbikes. Deze wielen hebben als maat 584mm.
ETRTO (European Tyre and Rim Technical Organisation) is een internationaal instituut gevestigd in Brussel voor de standaardisatie van bandenmaten van gemotoriseerde en ongemotoriseerde voertuigen. Naast fietsbanden ook banden voor motorfietsen, auto's en aanhangers. Het instituut is in 1964 opgericht.
Voorbeeld van het ETRTO systeem: 35-622
Dit is een band met een velgdiameter van 622 mm, en dat kan men met de meetlat nameten. De hoogte en breedte van de band is 35 mm. Iedere band met een binnendiameter van 622 mm past op een velg van die maat, als de breedte niet te veel afwijkt.
Een grotere aanduiding in inches komt niet altijd overeen met een grotere millimetermaat:
- 635 mm = 28" (bijvoorbeeld 28 × 1½)
- 630 mm = 27" (bijvoorbeeld 27 × 1¼)
- 622 mm = 28" (bijvoorbeeld 28 × 1⅝ × 1⅛)

De klassieke Franse aanduiding wordt naast het ETRTO-systeem nog gebruikt voor banden voor race- en sportfietsen. Zo is 700 × 23C gelijk aan 23-622 ETRTO. 700C is de Franse maat voor standaard racefietsen. 650C is de Franse aanduiding voor racefietsen met kleinere wielen met een diameter van 571mm, in gebruik bij kleine wielrensters en jeugdige wielrenners.
Om met zekerheid de juiste bandenmaat en daarmee ook de diameter van de velg te weten moet het opschrift op de band bekeken worden. Bij oude banden is dit soms niet meer of moeilijk leesbaar. Door het opmeten van de diameter van het velgbed kan men toch de bandenmaat in mm bepalen. Een goede benadering is het opmeten van de omtrek van het velgbed met een meetlint en dit om te rekenen naar de diameter, door het resultaat dan te delen door pi. Een veelgemaakte fout is het bepalen van de diameter van wiel met band met een meetlint en de uitkomst dan om te rekenen in inches. Doet men dit met een 23-622 wiel met band = diameter 667 mm, dan lijkt dit ongeveer overeen te komen met 26 inch (= 660 mm). De meest passende aanduiding is in dit geval 28 inch, terwijl dat op deze banden niet staat aangegeven. De reden daarvan is, dat deze banden niet bestonden vóór 1980.
In 125 jaar luchtbanden voor fietsen zijn er honderden maten geweest. Velen daarvan zijn na kortere of langere tijd, weer verdwenen. Dit komt zowel door technische- als economische oorzaken, maar vooral door de mondialisering van de productie en consumptie van fietsen, velgen en fietsbanden. Het is immers niet doelmatig om de productie van bandenmaten te handhaven die slechts marginaal van andere verschillen bij steeds kleinere aantallen. Een andere bandenmaat vergt immers zowel een andere velg resp. wiel als een andere band. Deze ontwikkeling gaat nog steeds door. De wielgrootte is bij een gelijke velgmaat ook te variëren door verschil in de breedte (tevens hoogte) van de gemonteerde band. Dit is veel economischer. Om dit mogelijk te maken is het van belang dat zoveel mogelijk breedtematen op eenzelfde velgmaat passen. Dit vergt meestal een grotere binnenbreedte van de velg. Een bredere band is tevens een hogere band. En daardoor wordt het wiel groter, dat daardoor ook voor andere fietssoorten geschikt is. Deze ontwikkeling is nog in volle gang, ook bij de voorheen smalle racefiets velgen. Maar vooral nieuwe mountainbikevelgen zijn in korte tijd tot wel tweemaal zo breed geworden, mede mogelijk gemaakt door technische ontwikkelingen en bevindingen uit de wedstrijdsport.
Sinds 1980 zijn dan ook een aantal bandenmaten verdwenen, hetgeen betekent dat deze buitenbanden niet meer verkrijgbaar zijn, zoals 597, 609 en 642 mm. Passende binnenbanden zijn er soms wel nog. Daarnaast zijn er nog vele die op het punt staan te verdwijnen. 
De verschillen tussen de continenten zijn aanzienlijk. Zo is de maat 622 buiten Europa, Noord-Amerika en Australië niet courant verkrijgbaar, met uitzondering van China. Dat geldt zowel voor de wielen, banden als de velglinten. Daarentegen is een bandenmaat als 54-571 in Europa totaal onbekend, maar heel courant daarbuiten. Nederland staat bekend om zijn "oma- en opa-fietsen", een fietstype, vroeger Hollandse toerfietsen genoemd, met de bandenmaat 40-635 mm. In de omliggende landen is deze bandenmaat nauwelijks bekend. Des te opmerkelijker is het dat in India en China van dit fietstype wel tientallen miljoenen rondrijden met deze zelfde bandenmaat. Ze worden lokaal geproduceerd.
Voor de velg geldt een andere notatie: voorbeeld 584x21. Daarbij is het eerste getal de diameter in mm gemeten in het velgbed en het tweede getal is de inwendige breedte in mm tussen de opstaande velgflanken.